# IP 주소 차단
IP 주소 차단 또는 IP 벤은 특정 IP 주소를 가진 호스트의 요청을 차단하거나, 네트워크 서비스의 IP 주소 차단은 일반적으로 무차별 대입 공격으로부터 보호하려고 사용한다.
IP 주소 차단은 특정 지리적 영역에 대한 액세스를 제한하는 데 사용할 수 있다. 예를 들어 인터넷 지리적 위치의 차단을 통해 콘텐츠를 특정 IP가 사용할 수 없게 한다.

## 같이 보기
- 차단 (인터넷)